# Molay (Jura)
Molay ist eine französische Gemeinde mit 506 Einwohnern (Stand 1. Januar 2022) im Département Jura in der Region Bourgogne-Franche-Comté. Sie gehört zum Arrondissement Dole und zum Kanton Tavaux. Molay ist Mitglied im Gemeindeverband Plaine Jurassienne.

## Geographie
Die Gemeinde liegt rund zehn Kilometer südwestlich der Arrondissement-Hauptstadt Dole. Nachbargemeinden sind Gevry im Nordosten, Parcey im Osten, Rahon im Süden, Champdivers im Südwesten und Tavaux im Nordwesten.
Der Fluss Doubs bildet einen Großteil der südlichen Gemeindegrenze, nur weiter im Westen reicht das Gemeindegebiet auch auf die linke Flussseite.

### Verkehrsanbindung
Die Gemeinde liegt abseits überregionaler Verkehrsverbindungen. In den nördlich gelegenen Nachbargemeinden befindet sich der Flughafen Dole-Jura.

## Bevölkerungsentwicklung

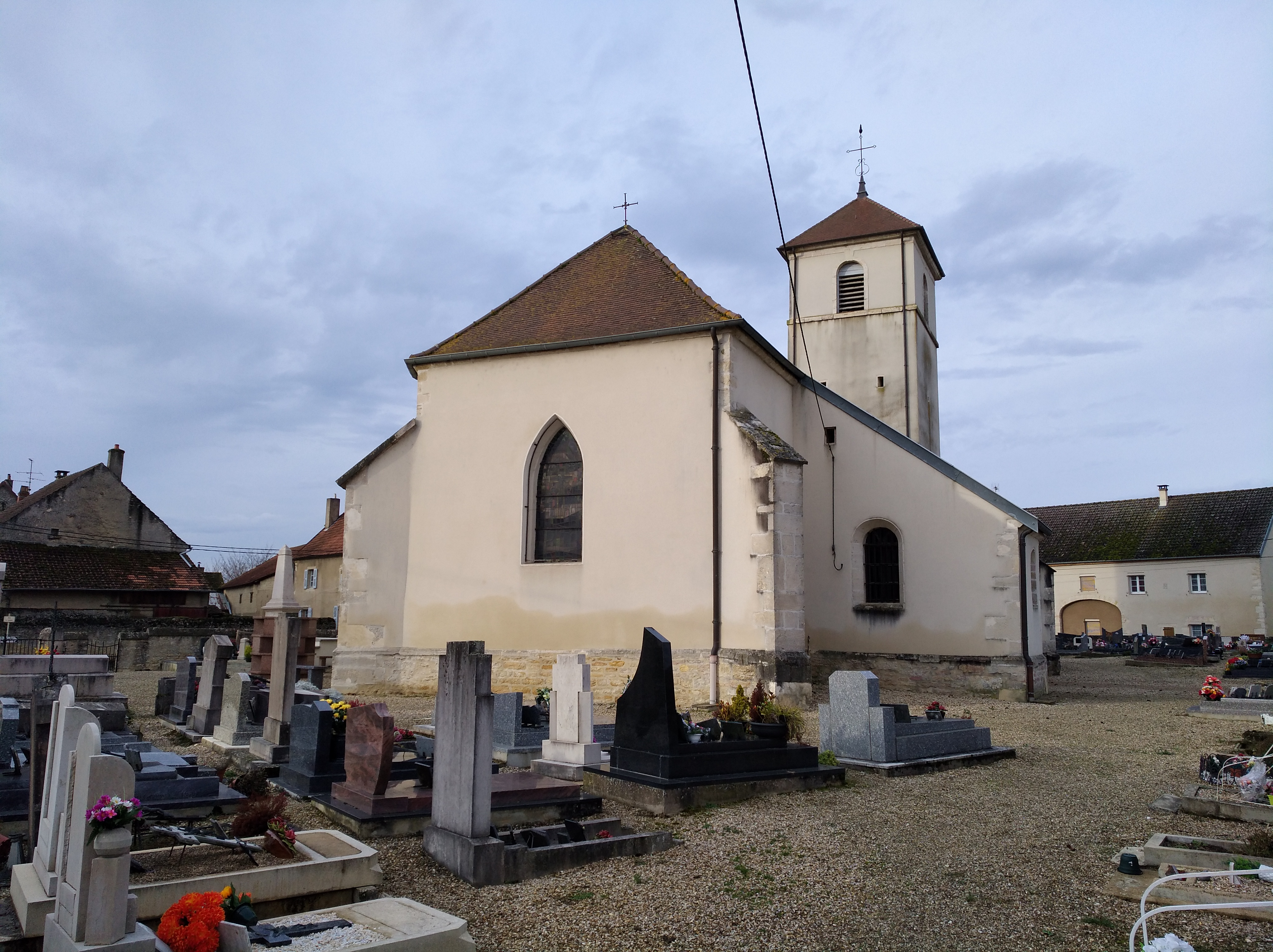
Kirche Saint-Germain

| Jahr                       | 1962 | 1968 | 1975 | 1982 | 1990 | 1999 | 2006 | 2018 |
| Einwohner                  | 427  | 412  | 414  | 529  | 525  | 476  | 475  | 499  |
| Quellen: Cassini und INSEE |      |      |      |      |      |      |      |      |